# ロック魂
ロック魂（ロックだましい）は、2001年10月から2004年12月までTBSラジオをキーステーションにJRN系列各局で放送されたラジオ番組。
放送時間は当初、土曜27:00-29:00（日曜午前3:00-5:00）だったが、TBSのみ2002年秋から1時間繰り上がって土曜26:00-28:00（日曜午前2:00-4:00）となり、2004年10月からの3ヶ月間は土曜26:30-28:00（日曜午前2:30-4:00）と30分短縮された。
DJは、長らく渡辺實だったが、2004年10月に渡辺ががんで死去してからは同じ所属事務所のSHINGOに交代された（実際、渡辺が体調不良になった一時期SHINGOがピンチヒッターを務めた）。

## ネット局
- HBC 北海道放送（途中まで）
- RAB 青森放送
- ABS 秋田放送
- TBC 東北放送（途中まで）
- RFC ラジオ福島
- BSN 新潟放送
- RSK 山陽放送（途中まで）
- RKB RKB毎日放送
- OBS 大分放送
- MRT 宮崎放送
- RBC 琉球放送

## 特徴
- 洋楽のロック音楽専門番組で、これまで放送されたJRNの土曜深夜3時～日曜早朝5時までの番組とはかなり意識するジャンルが異なっていた。